# Grizzana Morandi
Grizzana Morandi (emilián nyelven Griżèna) település Olaszországban, Emilia-Romagna régióban, Bologna megyében. Lakosainak száma 3887 fő (2023. január 1.). Grizzana Morandi Camugnano, Castel di Casio, Castiglione dei Pepoli, Gaggio Montano, Monzuno, Vergato, Marzabotto és San Benedetto Val di Sambro községekkel határos.

## Népesség
A település lakossága az elmúlt években az alábbi módon változott:

| 2018 | 3 894 |
| 2023 | 3 887 |